# Charles Sheeler
Charles Rettew Sheeler Jr. (Filadelfia, Pensilvania, 16 de julio de 1883-Dobbs Ferry, Nueva York, 7 de mayo de 1965) fue un pintor y fotógrafo estadounidense. Fue uno de los iniciadores del estilo pictórico precisionista, influyendo a artistas como Niles Spencer o Ralston Crawford.  Se le considera una figura central del realismo estadounidense y uno de los fotógrafos más importantes del siglo XX.
Se formó en la School of Industrial Art en Filadelfia y en la Pennsylvania Academy of Fine Arts,  donde tuvo como maestro al pintor William Merritt Chase. Viajó a Europa en 1904, 1905 y 1909, donde recibió la influencia de los maestros europeos y de las vanguardias de París. En 1910 comenzó a trabajar como fotógrafo. En 1915, animado por el fotógrafo Alfred Stieglitz, comenzó a considerar la fotografía como medio artístico. La obra de Sheeler estuvo siempre oscilando entre dos formatos diferentes, fotografía y pintura, que se influyeron mutuamente en todo su trabajo, siendo difícil separar un medio de otro en su arte.
Su obra pictórica temprana se acerca al fauvismo y a las obras de Cézanne. Después de su participación en el Armory Show en 1913, influido por las vanguardias europeas, pasó por una breve etapa cubista, que dejó huella en su obra posterior. En 1919 se mudó a Nueva York, donde hizo una primera serie de obras inspiradas en la ciudad, trabajos tanto de fotografía como de pintura. A partir de 1929 comenzó su interés por representar los paisajes industriales y la maquinaria pesada, interés que continuó durante toda su vida. Su técnica, especialmente a partir de esta época, se caracteriza por la búsqueda de precisión, exactitud y fidelidad con lo representado, buscando la pura visualidad e intentando huir de  simbolismos.  En su obra tardía esta tendencia se fue acercando cada vez más a un estilo geometrizante y abstracto, con formas simplificadas y la utilización de colores planos.
En 1959, Sheeler sufrió una apoplejía que le dejó inhabilitado para seguir trabajando. En 1965 murió en Nueva York, víctima de un nuevo derrame cerebral.

## Primeros años

### Nacimiento y juventud
Charles Rettew Sheeler Jr. nació el 16 de julio de 1883 en Filadelfia, Pensilvania. Hijo de Charles Rettew Sheeler, empleado de una compañía naviera, y Mary Cunningham Sheeler, creció en una familia de clase media acomodada.  Desde muy joven se empezó a interesar por la fotografía, cuyos principios aprendió de forma autodidacta utilizando una Kodak Brownie de cinco dólares.
Con 17 años, después de su paso por institutos locales,  Sheeler intentó ingresar, con el apoyo de sus padres, en la Pennsylvania Academy of Fine Arts, pero fue rechazado. Entró en su lugar a la School of Industrial Art de Filadelfia, donde comenzó su formación artística. Tres años después, en 1903, Sheeler logró finalmente acceder a la Pennsylvania Academy of Fine Arts, donde entabló amistad con su compañero de clase Morton Schamberg y donde tuvo como maestro al pintor de tendencia impresionista William Merritt Chase. En 1906 terminó sus estudios en la academia y desde esa fecha ya no volvería a recibir una educación formal en arte.

### Viajes a Europa
En 1904 y 1905 Sheeler viajó por primera vez a Europa junto a sus compañeros de la academia por iniciativa de su maestro William Merritt Chase. En estos viajes recorrieron España y Holanda, donde Sheeler se sintió especialmente atraído por la obra de Velázquez, interesándole también Goya, El Greco y los maestros holandeses.
Alrededor de 1909, sus padres le brindan la oportunidad de visitar París, donde pudo encontrarse de forma directa con las nuevas ideas que surgían en el arte de las vanguardias europeas. Allí atrajeron su atención principalmente los cubistas, Cézanne y el fauvismo. Más tarde en ese mismo viaje visitó Italia, donde pudo familiarizarse con el trabajo del que, según Jean Clair, fue su principal influencia: el pintor renacentista Piero della Francesca.

## Primeras obras

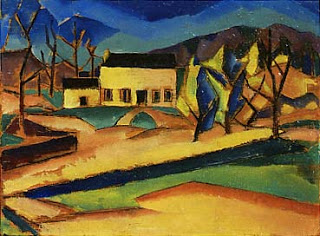
Landscape, obra expuesta en el Armory Show de 1913

### Primeras pinturas
Los primeros trabajos pictóricos de Sheeler estuvieron muy influidos por las enseñanzas de Chase, quien le inició en la pintura de paisaje al aire libre. Fue a partir de sus viajes a Europa cuando comenzó a abandonar el estilo de su maestro para inclinarse hacia un estilo mucho más cercano al trabajo de Cézanne que al de los primeros impresionistas. La influencia del pintor francés se puede observar en las primeras obras de Sheeler, paisajes y naturalezas muertas, en las que se observa la utilización de planos de color (con una paleta influida por el fauvismo), la simplificación de las formas y la descomposición de los objetos en formas geométricas.

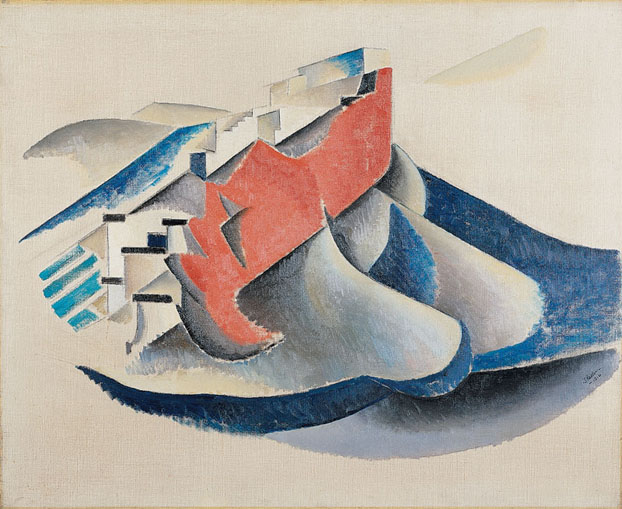
Pintura de la etapa cubista de Charles Sheeler

### Armory Show y el cubismo
En 1913, Sheeler tuvo la oportunidad de exponer cinco de sus primeros trabajos en el Armory Show, incluyendo obras como Landscape y Dahlias and Asters. Esta exposición marcó a todas las disciplinas artísticas estadounidenses de la época, ya que no sólo se reunieron los trabajos de los artistas norteamericanos más destacados del momento, sino que además se exhibieron por primera vez en Estados Unidos las obras de las vanguardias de París.
Fueron las obras cubistas que pudo ver en estas exposiciones las que le llevaron a comenzar una breve época en este estilo. A pesar de la brevedad de esta etapa cubista, el influjo de las ideas del cubismo permanecería ya a lo largo de todo su trabajo, incluido el fotográfico, aunque no de forma tan evidente como en este período.

### Primeros trabajos fotográficos
En 1910, Sheeler alquiló junto a Schamberg una casa de campo en Doylestown, Pensilvania, que utilizaban como estudio los fines de semana.  Sheeler comienza a fotografiar el interior de la casa, los graneros y alrededores, mostrando estas imágenes un germen de lo que sería su obra fotográfica posterior. El interés por las líneas horizontales y verticales, las formas geométricas y la nitidez del enfoque le diferenciaban ya de los trabajos habituales de fotógrafos de la época. Además, fue allí donde empezó su interés por la arquitectura y los objetos decorativos.
En 1912, Sheeler logró sus primeros encargos como fotógrafo, trabajando para arquitectos locales, con los que logró no sólo la autosuficiencia económica sino también un importante entrenamiento para la creación de su obra posterior.
Las fotografías que tomó en Doylestown fueron expuestas por primera vez en 1917 en la galería de Marius de Zayas en Nueva York. Stieglitz defendió esta serie de fotografías como un excelente ejemplo de fotografía directa, estilo que él mismo estaba promoviendo en aquella época.

## Nueva York

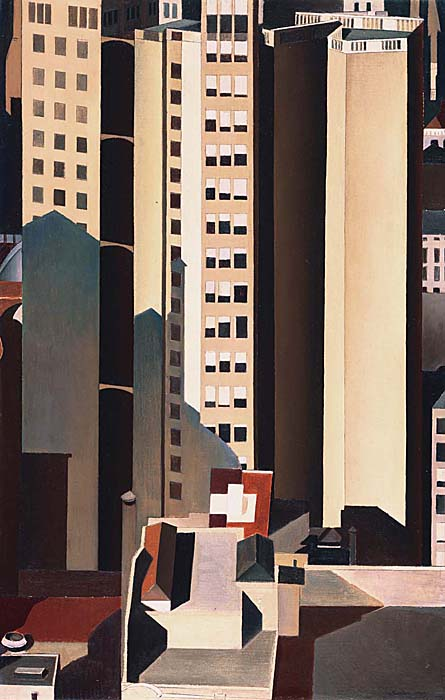
Skyscrapers, pintura de 1922

En 1919, Sheeler abandonó Pensilvania para mudarse a Nueva York. Uno de los posibles detonantes de esta salida pudo ser la prematura muerte de su gran amigo Morton Schamberg, alcanzado por la pandemia de la gripe española. Dado que ambos conservaban una amistad que comenzó en la academia y que habían reformado juntos la casa de campo que compartían en Doylestown, la muerte de Schamberg debió de ser muy impactante para Sheeler. Nueva York abrió un nuevo período en su carrera, que fue comenzando ya a decantarse por algunos de los temas que se convertirían en pilar fundamental de su obra madura: las ciudades, la industria y la vida de las grandes urbes.

### Manhatta
En 1920, Sheeler colaboró con el fotógrafo Paul Strand, al que conoció a través de Stieglitz, en la realización de un cortometraje sobre la ciudad de Nueva York. El resultado fue Manhatta, un filme grabado en el bajo Manhattan que evoca un típico día en Nueva York, con sus grandes rascacielos, sus puentes y las aglomeraciones de trabajadores y ciudadanos neoyorkinos en medio del ritmo frenético de la ciudad industrial. El trabajo de ambos artistas en el rodaje de Manhatta, con sus imágenes casi fotográficas y sus planos estáticos con una composición muy cuidada de influencia cubista y abstracta, unido todo ello al ritmo del montaje, la estructura no-narrativa y los interludios poéticos de los títulos, llevó al historiador de cine Jan-Christopher Hovak a clasificar la obra como «el primer filme de vanguardia producido en los Estados Unidos».

### Serie de Nueva York
Mientras estaba rodando Manhatta, Sheeler produjo una serie de fotografías de los edificios de Nueva York. Una de ellas, la fotografía del edificio de Park Row, le sirvió después para la realización del óleo Skyscrapers, terminado en 1922. Esta obra, aún de marcada influencia vanguardista, se acerca un poco más a su inclinación precisionista posterior. También de la época del rodaje de Manhatta se puede destacar Church Street El, de 1920, que, al igual que Skyscrapers, posee una gran carga expresiva y refleja la destacada capacidad sintética en las composiciones del artista.

## Fotografía publicitaria y precisionismo

### Planta de Ford Motor Company en River Rouge
En 1927, la compañía de coches Ford encargó a Sheeler una serie de fotografías para la promoción de la fabricación de un nuevo modelo de automóvil en su planta de River Rouge en Dearborn, Míchigan. El artista creó una serie de 32 imágenes bastante alejadas de lo que se esperaba de una serie publicitaria, destacando la visualidad y la geometría de las naves, chimeneas y máquinas de la fábrica, sin mostrar detalles de la fabricación y los procesos mecánicos de la planta, y reflejando así el poderío estético del mundo industrial. La fuerza visual de esta serie contribuyó a su gran éxito no sólo como imágenes publicitarias sino también como obras de arte y en noviembre de 1931 Julien Levy la expuso en su galería en Nueva York.

### Inicios del precisionismo
1929 fue el año en el que Sheeler empezó una nueva etapa en su arte pictórico con Upper Deck, obra terminada ese mismo año. Según las palabras del artista: 

[Upper Deck] marcó el comienzo de un periodo que duró muchos años, durante el cual planificaba una pintura completamente antes de empezar a plasmar sobre el lienzo la versión final, tenía un modelo y sabía exactamente cómo iba a ser [...] era como el plano de construcción de una casa.
Charles Sheeler, Oral history interview with Charles Sheeler, 1959 June 18

Esta nueva concepción de su pintura, unida a su creciente interés por el paisaje industrial, fue lo que caracterizó el estilo de su obra madura y más exitosa.  Este estilo recibió el nombre de precisionismo, y en el caso de Sheeler se caracterizó, más que en otros artistas englobados en la misma corriente estética, en la estricta observación y representación lo más fidedigna posible de la realidad urbana e industrial. Sheeler siempre procuró centrarse en la pura visualidad sin perder sus influencias vanguardistas. Cuando le preguntaron por las similitudes entre él y Georgia O'Keeffe, otra artista clasificada como precisionista, responde: 

Hay un gran elemento de simbolismo en el trabajo de O’Keeffe, y ninguno en el mío. Es algo puramente visual, puedes ver lo que quieras, no hay ningún matiz de simbolismo.
Charles Sheeler, Oral history interview with Charles Sheeler, 1959 June 18

Sheeler continuó en esta etapa, de hecho más intensamente que nunca, utilizando sus fotografías como puntos de partida para sus cuadros. Lo que es especial en el caso de Charles Sheeler es que las fotografías de las que se sirve como base para alguna de sus obras pictóricas no pierden de esta forma su valor como obra de arte. No existen sólo para ayudar a crear un cuadro, sino que tienen valor como objeto artístico en sí. Ambas obras, fotográfica y pictórica, se añaden, se complementan o se unen la una a la otra, siendo este un caso excepcional de mezcla de soportes artísticos, que seguirá siendo un recurso importante para el artista durante su obra posterior.
En esta etapa creó alguno de sus óleos más importantes, que le hicieron ya muy conocido, especialmente en Estados Unidos. Obras como American Landscape o Classic Landscape, concebidas a partir de alguna de las fotografías que tomó en la planta de Ford en River Rouge, contribuyeron a su éxito. Asimismo, el anteriormente mencionado Upper Deck se basa en una fotografía del barco de vapor alemán S.S. Majestic.

### Power series
En 1939, la revista Fortune encargó a Sheeler una serie sobre las fuentes de energía en la industria americana.  Tras un año de viaje por varias plantas industriales tomando fotografías de maquinaria, vehículos y naves industriales, salió a la luz una serie de seis pinturas: Conversation: Sky and Earth, Primitive Power, Rolling Power, Steam Turbine y Yankee Clipper, que representaban un dique, un molino de agua, una parte del mecanismo de una locomotora, una turbina de vapor y un aeroplano, respectivamente.  Estas seis pinturas constituyen un catálogo de las creaciones del hombre moderno y se consideran el punto culminante del afán de Sheeler por la representación precisa y veraz de los paisajes y máquinas industriales.

## Obra tardía

### Fotomontajes
En la década de los 40, Sheeler se comenzó a interesar por los fotomontajes, que comenzó a crear superponiendo varias tomas, aprovechando las formas de los objetos y edificios de cada uno de los negativos para lograr nuevas composiciones.
Sheeler utilizó esta técnica de una forma muy diferente a como venían haciéndolo otros artistas de la época, que preferían crear collages con las fotografías antes que composiciones como las de Sheeler. Además, siguiendo con su inclinación de fusionar fotografía y pintura, el artista también traspasó al lienzo varias de estas composiciones, creando obras tan importantes como Manchester, pintura acabada en 1949, a partir del fotomontaje Millyard Passage.

### Pinturas de los años 50

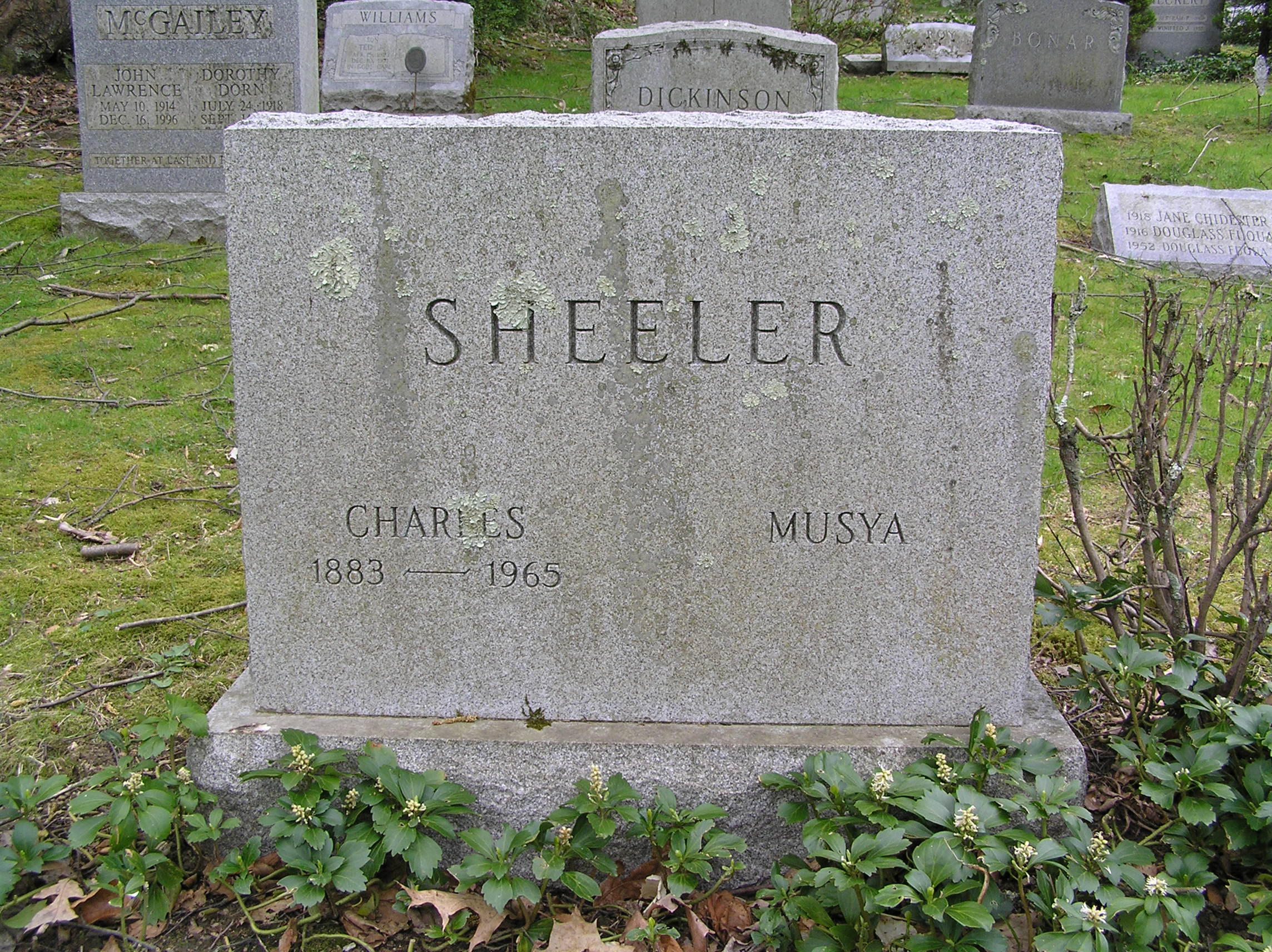
Tumba de Charles Sheeler

En la última década de trabajo de Sheeler, interrumpido por una apoplejía que le obligó a abandonar el ejercicio del arte, su estilo dio un giro que le acercó más al arte abstracto y de nuevo al cubismo. Su obra pictórica tardía estuvo muy influida por sus fotomontajes, que a menudo le servían de modelo,  y comenzó a crear composiciones a base de distintos planos superpuestos de formas sin volumen, destacando sus contornos e incrementando su expresividad con una paleta de colores más intensos que en su obra anterior, perdiendo ya bastante de vista el enfoque más puramente realista. Conversation Piece, Ore Into Iron o Golden Gate son algunas de las obras más destacadas de este período.

### Últimos años
Sheeler no pudo continuar con su trabajo artístico tras sufrir la apoplejía en 1959, pero continuó exponiendo su obra, por la que recibió la Medalla del Mérito de la Academia Estadounidense de las Artes y las Letras en 1962, institución que le declaró miembro el año siguiente.
El 7 de mayo de 1965 Charles Sheeler murió en Dobbs Ferry , Nueva York, víctima de otro ataque de apoplejía. Fue enterrado en el cementerio de Sleepy Hollow, en Nueva York.

## Obras selectas
| - Dahlias and Asters, 1912. Corcoran Gallery of Art, Washington D. C. - Landscape, 1913. Colección privada. - Chrysanthemus, 1912. Whitney Museum of American Art, Nueva York. - Lhasa, 1916. Columbus Museum of Art, Columbus, Ohio. - Church Street El, 1920. Cleveland Museum of Art, Cleveland, Ohio. - Skyscrapers, 1922. The Phillips Collection, Washington D. C. - Upper Deck, 1929. Harvard Art Museums, Cambridge. - American Landscape, 1930. Museo de Arte Moderno de Nueva York (MoMA), Nueva York. - View of New York, 1931. Boston Museum of Fine Arts, Boston. - River Rouge Plant, 1932. Whitney Museum of American Art, Nueva York. - City Interior, 1936. Worcester Art Museum, Worcester, Massachusetts. - Power Series. Rolling Power, 1939. Smith College, Northampton. - Power Series. Steam Turbine, 1939. Butler Institute of American Art, Youngstown, Ohio. - The Artist looks at Nature, 1943. Art Institute of Chicago, Chicago. - Viento, mar y vela, 1948. Museo Thyssen-Bornemisza, Madrid. - Cañones, 1951. Museo Thyssen-Bornemisza, Madrid - Conversation Piece, 1952. Reynolda House Museum of American Art, Winston-Salem. - Ore into Iron, 1953. Boston Museum of Fine Arts, Boston - Golden Gate, 1955. Metropolitan Museum of Art, Nueva York. - Red against white, 1957. Boston Museum of Fine Arts, Boston | - Doylestown House - The Stove, 1917. Metropolitan Museum of Art, Nueva York. - New York. Park Row Building, 1920. The Detroit Institute of Arts, Detroit. - Criss-Crossed Conveyors, River Rouge Plant, Ford Motor Company, 1927. Metropolitan Museum of Art, Nueva York. - Upper Deck, 1928. Metropolitan Museum of Art, Nueva York. - Chartres Cathedral, 1929. Museo de Arte Moderno de Nueva York (MoMA), Nueva York. - Millyard Passage, 1948. The Lane Collection, Boston Museum of Fine Arts, Boston |